# Liste der Nummer-eins-Hits in den USA (1996)
Dies ist eine Liste der Nummer-eins-Hits in den von Billboard ermittelten Charts in den USA (Hot 100) im Jahr 1996. In diesem Jahr gab es neun Nummer-eins-Singles und zweiundzwanzig Nummer-eins-Alben.

## Singles
| ← 1995 ← | Liste der Nummer-eins-Hits in den USA | Liste der Nummer-eins-Hits in den USA                          | Liste der Nummer-eins-Hits in den USA | 1997 →                    |
| \| Zeitraum \| Wo. ges. \| Interpret \| Titel Autor(en) \| Zusätzliche Informationen \| \| (Zeitraum, Wochen auf Platz eins, Interpret, Titel, Autor[en], zusätzliche Informationen) \| \| \| \| \| \| ----------------------------------------------------------------------------------------- \| -------- \| -------------------------------------------------------------- \| -------------------------------------------------------------------------------------------------------------------------------------------------------------- \| ------------------------- \| \| 2. Dezember 1995 – 22. März 1996 16 Wochen (insgesamt 16) \| 16 \| Mariah Carey & Boyz II Men \| One Sweet Day[1] Mariah Carey, Walter Afanasieff, Nathan Morris, Michael McCary, Shawn Stockman, Wanyá Morris \| – \| \| 23. März 1996 – 3. Mai 1996 6 Wochen (insgesamt 6) \| 6 \| Céline Dion \| Because You Loved Me[2] Diane Warren \| – \| \| 4. Mai 1996 – 17. Mai 1996 2 Wochen (insgesamt 2) \| 2 \| Mariah Carey \| Always Be My Baby[3] Mariah Carey, Jermaine Dupri, Manuel Seal \| – \| \| 18. Mai 1996 – 12. Juli 1996 8 Wochen (insgesamt 8) \| 8 \| Bone Thugs-N-Harmony \| Tha Crossroads[4] Bryon McCane II, Anthony Henderson, Steven Howse, Steven Howse, Charles Scruggs \| – \| \| 13. Juli 1996 – 26. Juli 1996 2 Wochen (insgesamt 2) \| 2 \| 2Pac feat. K-Ci & JoJo / 2Pac feat. Dr. Dre und Roger Troutman \| How Do U Want It[5]/ California Love[6] Tupac Shakur, Johnny Jackson / Tupac Shakur, Dr. Dre, Roger Troutman, Larry Troutman, Joe Cocker, Christopher Stainton \| Doppel-Single \| \| 27. Juli 1996 – 2. August 1996 1 Woche (insgesamt 1) \| 1 \| Toni Braxton \| You’re Makin’ Me High[7] Babyface, Bryce Wilson \| – \| \| 3. August 1996 – 8. November 1996 14 Wochen (insgesamt 14) \| 14 \| Los del Río \| Macarena[8] Antonio Romero Monge, Rafael Ruiz Perdigones \| – \| \| 9. November 1996 – 6. Dezember 1996 4 Wochen (insgesamt 4) \| 4 \| BLACKstreet feat. Dr. Dre & Queen Pen \| No Diggity[9] Teddy Riley, Chauncey Hannibal, Lynise Walters, William Stewart, André Young \| – \| \| 7. Dezember 1996 – 21. Februar 1997 11 Wochen (insgesamt 11) \| 11 \| Toni Braxton \| Un-Break My Heart[10] Diane Warren \| – \| |                                       |                                                                | |                           |
| ← 1995 |                                       |                                                                | | → 1997 →                  |
| Zeitraum | Wo. ges.                              | Interpret                                                      | Titel Autor(en) | Zusätzliche Informationen |
| (Zeitraum, Wochen auf Platz eins, Interpret, Titel, Autor[en], zusätzliche Informationen) |                                       |                                                                | |                           |
| 2. Dezember 1995 – 22. März 1996 16 Wochen (insgesamt 16) | 16                                    | Mariah Carey & Boyz II Men                                     | One Sweet Day Mariah Carey, Walter Afanasieff, Nathan Morris, Michael McCary, Shawn Stockman, Wanyá Morris                                               | –                         |
| 23. März 1996 – 3. Mai 1996 6 Wochen (insgesamt 6) | 6                                     | Céline Dion                                                    | Because You Loved Me Diane Warren | –                         |
| 4. Mai 1996 – 17. Mai 1996 2 Wochen (insgesamt 2) | 2                                     | Mariah Carey                                                   | Always Be My Baby Mariah Carey, Jermaine Dupri, Manuel Seal                                                                                              | –                         |
| 18. Mai 1996 – 12. Juli 1996 8 Wochen (insgesamt 8) | 8                                     | Bone Thugs-N-Harmony                                           | Tha Crossroads Bryon McCane II, Anthony Henderson, Steven Howse, Steven Howse, Charles Scruggs                                                           | –                         |
| 13. Juli 1996 – 26. Juli 1996 2 Wochen (insgesamt 2) | 2                                     | 2Pac feat. K-Ci & JoJo / 2Pac feat. Dr. Dre und Roger Troutman | How Do U Want It/ California Love Tupac Shakur, Johnny Jackson / Tupac Shakur, Dr. Dre, Roger Troutman, Larry Troutman, Joe Cocker, Christopher Stainton | Doppel-Single             |
| 27. Juli 1996 – 2. August 1996 1 Woche (insgesamt 1) | 1                                     | Toni Braxton                                                   | You’re Makin’ Me High Babyface, Bryce Wilson | –                         |
| 3. August 1996 – 8. November 1996 14 Wochen (insgesamt 14) | 14                                    | Los del Río                                                    | Macarena Antonio Romero Monge, Rafael Ruiz Perdigones | –                         |
| 9. November 1996 – 6. Dezember 1996 4 Wochen (insgesamt 4) | 4                                     | BLACKstreet feat. Dr. Dre & Queen Pen                          | No Diggity Teddy Riley, Chauncey Hannibal, Lynise Walters, William Stewart, André Young                                                                  | –                         |
| 7. Dezember 1996 – 21. Februar 1997 11 Wochen (insgesamt 11) | 11                                    | Toni Braxton                                                   | Un-Break My Heart Diane Warren | –                         |

## Alben
| ← 1995 ← | Liste der Nummer-eins-Alben in den USA | Liste der Nummer-eins-Alben in den USA | Liste der Nummer-eins-Alben in den USA | 1997 →                    |
| \| Zeitraum \| Wo. ges. \| Interpret \| Titel \| Zusätzliche Informationen \| \| (Zeitraum, Wochen auf Platz eins, Interpret, Titel, zusätzliche Informationen) \| \| \| \| \| \| ------------------------------------------------------------------------------ \| -------- \| ------------------------- \| ----------------------------------------- \| ------------------------- \| \| 30. Dezember 1995 – 19. Januar 1996 3 Wochen (insgesamt 6) \| 6 \| Mariah Carey \| Daydream[11] \| – \| \| 20. Januar 1996 – 23. Februar 1996 5 Wochen (insgesamt 5) \| 5 \| Original Soundtrack Album \| Waiting to Exhale[12] \| – \| \| 24. Februar 1996 – 1. März 1996 1 Woche (insgesamt 3) \| 3 \| Alanis Morissette \| Jagged Little Pill[13] \| – \| \| 2. März 1996 – 15. März 1996 2 Wochen (insgesamt 2) \| 2 \| 2Pac \| All Eyez on Me \| – \| \| 16. März 1996 – 5. April 1996 3 Wochen (insgesamt 6) \| 6 \| Alanis Morissette \| Jagged Little Pill \| – \| \| 6. April 1996 – 12. April 1996 1 Woche (insgesamt 1) \| 1 \| The Beatles \| Anthology 2[14] \| – \| \| 13. April 1996 – 3. Mai 1996 3 Wochen (insgesamt 9) \| 9 \| Alanis Morissette \| Jagged Little Pill \| – \| \| 4. Mai 1996 – 10. Mai 1996 1 Woche (insgesamt 1) \| 1 \| Rage Against the Machine \| Evil Empire[15] \| – \| \| 11. Mai 1996 – 24. Mai 1996 2 Wochen (insgesamt 2) \| 2 \| Hootie & the Blowfish \| Fairweather Johnson[16] \| – \| \| 25. Mai 1996 – 21. Juni 1996 4 Wochen (insgesamt 4) \| 4 \| Fugees \| The Score[17] \| – \| \| 22. Juni 1996 – 19. Juli 1996 4 Wochen (insgesamt 4) \| 4 \| Metallica \| Load[18] \| – \| \| 20. Juli 1996 – 16. August 1996 4 Wochen (insgesamt 4) \| 4 \| Nas \| It Was Written[19] \| – \| \| 17. August 1996 – 23. August 1996 1 Woche (insgesamt 1) \| 1 \| A Tribe Called Quest \| Beats, Rhymes and Life[20] \| – \| \| 24. August 1996 – 13. September 1996 3 Wochen (insgesamt 12) \| 12 \| Alanis Morissette \| Jagged Little Pill \| – \| \| 14. September 1996 – 27. September 1996 2 Wochen (insgesamt 2) \| 2 \| Pearl Jam \| No Code[21] \| – \| \| 28. September 1996 – 4. Oktober 1996 1 Woche (insgesamt 1) \| 1 \| New Edition \| Home Again[22] \| – \| \| 5. Oktober 1996 – 18. Oktober 1996 2 Wochen (insgesamt 2) \| 2 \| Céline Dion \| Falling into You[23] \| – \| \| 19. Oktober 1996 – 25. Oktober 1996 1 Woche (insgesamt 1) \| 1 \| Nirvana \| From the Muddy Banks of the Wishkah[24] \| – \| \| 26. Oktober 1996 – 1. November 1996 1 Woche (insgesamt 3) \| 3 \| Céline Dion \| Falling into You \| – \| \| 2. November 1996 – 8. November 1996 1 Woche (insgesamt 1) \| 1 \| Counting Crows \| Recovering the Satellites[25] \| – \| \| 9. November 1996 – 15. November 1996 1 Woche (insgesamt 1) \| 1 \| Van Halen \| Best Of – Volume I[26] \| – \| \| 16. November 1996 – 22. November 1996 1 Woche (insgesamt 1) \| 1 \| The Beatles \| Anthology 3[27] \| – \| \| 23. November 1996 – 29. November 1996 1 Woche (insgesamt 1) \| 1 \| Makaveli \| The Don Killuminati: The 7 Day Theory[28] \| – \| \| 30. November 1996 – 6. Dezember 1996 1 Woche (insgesamt 1) \| 1 \| Snoop Doggy Dogg \| Tha Doggfather[29] \| – \| \| 7. Dezember 1996 – 20. Dezember 1996 2 Wochen (insgesamt 2) \| 2 \| Bush \| Razorblade Suitcase[30] \| – \| \| 21. Dezember 1996 – 27. Dezember 1996 1 Woche (insgesamt 1) \| 1 \| No Doubt \| Tragic Kingdom[31] \| – \| |                                        |                                        |                                        |                           |
| ← 1995 |                                        |                                        |                                        | → 1997 →                  |
| Zeitraum | Wo. ges.                               | Interpret                              | Titel                                  | Zusätzliche Informationen |
| (Zeitraum, Wochen auf Platz eins, Interpret, Titel, zusätzliche Informationen) |                                        |                                        |                                        |                           |
| 30. Dezember 1995 – 19. Januar 1996 3 Wochen (insgesamt 6) | 6                                      | Mariah Carey                           | Daydream                               | –                         |
| 20. Januar 1996 – 23. Februar 1996 5 Wochen (insgesamt 5) | 5                                      | Original Soundtrack Album              | Waiting to Exhale                      | –                         |
| 24. Februar 1996 – 1. März 1996 1 Woche (insgesamt 3) | 3                                      | Alanis Morissette                      | Jagged Little Pill                     | –                         |
| 2. März 1996 – 15. März 1996 2 Wochen (insgesamt 2) | 2                                      | 2Pac                                   | All Eyez on Me                         | –                         |
| 16. März 1996 – 5. April 1996 3 Wochen (insgesamt 6) | 6                                      | Alanis Morissette                      | Jagged Little Pill                     | –                         |
| 6. April 1996 – 12. April 1996 1 Woche (insgesamt 1) | 1                                      | The Beatles                            | Anthology 2                            | –                         |
| 13. April 1996 – 3. Mai 1996 3 Wochen (insgesamt 9) | 9                                      | Alanis Morissette                      | Jagged Little Pill                     | –                         |
| 4. Mai 1996 – 10. Mai 1996 1 Woche (insgesamt 1) | 1                                      | Rage Against the Machine               | Evil Empire                            | –                         |
| 11. Mai 1996 – 24. Mai 1996 2 Wochen (insgesamt 2) | 2                                      | Hootie & the Blowfish                  | Fairweather Johnson                    | –                         |
| 25. Mai 1996 – 21. Juni 1996 4 Wochen (insgesamt 4) | 4                                      | Fugees                                 | The Score                              | –                         |
| 22. Juni 1996 – 19. Juli 1996 4 Wochen (insgesamt 4) | 4                                      | Metallica                              | Load                                   | –                         |
| 20. Juli 1996 – 16. August 1996 4 Wochen (insgesamt 4) | 4                                      | Nas                                    | It Was Written                         | –                         |
| 17. August 1996 – 23. August 1996 1 Woche (insgesamt 1) | 1                                      | A Tribe Called Quest                   | Beats, Rhymes and Life                 | –                         |
| 24. August 1996 – 13. September 1996 3 Wochen (insgesamt 12) | 12                                     | Alanis Morissette                      | Jagged Little Pill                     | –                         |
| 14. September 1996 – 27. September 1996 2 Wochen (insgesamt 2) | 2                                      | Pearl Jam                              | No Code                                | –                         |
| 28. September 1996 – 4. Oktober 1996 1 Woche (insgesamt 1) | 1                                      | New Edition                            | Home Again                             | –                         |
| 5. Oktober 1996 – 18. Oktober 1996 2 Wochen (insgesamt 2) | 2                                      | Céline Dion                            | Falling into You                       | –                         |
| 19. Oktober 1996 – 25. Oktober 1996 1 Woche (insgesamt 1) | 1                                      | Nirvana                                | From the Muddy Banks of the Wishkah    | –                         |
| 26. Oktober 1996 – 1. November 1996 1 Woche (insgesamt 3) | 3                                      | Céline Dion                            | Falling into You                       | –                         |
| 2. November 1996 – 8. November 1996 1 Woche (insgesamt 1) | 1                                      | Counting Crows                         | Recovering the Satellites              | –                         |
| 9. November 1996 – 15. November 1996 1 Woche (insgesamt 1) | 1                                      | Van Halen                              | Best Of – Volume I                     | –                         |
| 16. November 1996 – 22. November 1996 1 Woche (insgesamt 1) | 1                                      | The Beatles                            | Anthology 3                            | –                         |
| 23. November 1996 – 29. November 1996 1 Woche (insgesamt 1) | 1                                      | Makaveli                               | The Don Killuminati: The 7 Day Theory  | –                         |
| 30. November 1996 – 6. Dezember 1996 1 Woche (insgesamt 1) | 1                                      | Snoop Doggy Dogg                       | Tha Doggfather                         | –                         |
| 7. Dezember 1996 – 20. Dezember 1996 2 Wochen (insgesamt 2) | 2                                      | Bush                                   | Razorblade Suitcase                    | –                         |
| 21. Dezember 1996 – 27. Dezember 1996 1 Woche (insgesamt 1) | 1                                      | No Doubt                               | Tragic Kingdom                         | –                         |